# Traité de Seyssel
Pour les articles homonymes, voir Seyssel.
Le traité de Seyssel est un accord signé à la fin de l'année 1124, entre le comte de Genève Aymon Ier et l'évêque de Genève Humbert de Grammont, par lequel l'évêque de Genève est reconnu comme seul seigneur temporel sur la cité de Genève.

## Contexte
Au cours de cette période féodale, le pouvoir des seigneurs laïcs est suffisamment important pour que ceux-ci interviennent dans les affaires ecclésiastiques, notamment à travers les nominations. La cité de Genève accueille non seulement le siège d'un diocèse (pouvoir spirituel) et d'un évêché (pouvoir temporel), mais aussi le pouvoir comtal, le territoire de l'évêché étant légèrement plus important que celui du comté.
Le comte Aymon Ier de Genève profite de ce que son frère utérin, Guy de Faucigny, occupe le siège épiscopal pour accroître son pouvoir et ainsi s'emparer d'une partie des droits en tant qu'avoué, voire selon Pierre Duparc en abusant de son pouvoir pour « s'approprier, d'une manière plus directe encore, des biens d'Eglise, des revenus épiscopaux, des églises ou des dîmes »,.
Le comte Aymon en profite par ailleurs pour construire un château dans la ville haute de Genève, dominant ainsi le Bourg-de-Four et la porte orientale de la cité,,. Le château sera d'ailleurs mentionné pour la première fois dans l'accord de Seyssel.
Dans le contexte de la réforme grégorienne, le nouvel évêque de Genève, Humbert de Grammont, tente de s'opposer à ce pouvoir laïc qui empiète sur ses prérogatives termporelles,,. Il réclame ainsi le retour de l'ensemble des biens que le comte a pris à l'Église,. Il finit par excommunier le comte,,, met le « comté en interdit » et le fait condamner par une assemblée réunie à Vienne, sous l'autorité de l'archevêque Pierre Ier.

## Le traité
Dans la lutte de pouvoir sur la cité de Genève entre les évêques de Genève et les comtes de Genève, le pape Calixte II délègue à l'archevêque métropolitain de Vienne, Pierre, la charge de régler le conflit. Le conflit se règle lors d'un accord ou traité signé à Seyssel en 1124,,.
« Humbert de Grammont, successeur de Wido, ne voulut point ratifier l'inféodation du Comté de Genève faite à Aymon par son prédécesseur ; il prétendit qu'étant préjudiciable à l'Église, elle n'avait pu être accordée légitimement ; de là naquirent des différends, pendant lesquels l'Évêque excommunia le Comte, et celui-ci s'empara de la ville. Les différends se terminèrent en 1124 par le traité de Seyssel. »
La rencontre entre les deux parties se fait à Seyssel. Le comte Aymon y rencontre l'évêque, qui est accompagné de l'archevêque Pierre I revenant de Vienne avec une suite,, dont font partie notamment Gérold de Faucigny, évêque de Lausanne, prévôt de l'église de Genève, ainsi que de nombreux chanoines, l'abbé d'Aulps, Guérin, et le prieur d'Abondance. Le comte Aymon est quant à lui accompagné de ses vassaux, notamment Boson d'Alinges, Rodolphe Ier de Faucigny (frère de l'évêque) et Guillaume de Chaumont.
Le traité stipule expressément que l'évêque est le seigneur temporel de Genève et le comte son avoué,. Au terme du traité, le comte Aymon restitue la dizaine d'églises qu'il possède,, et il rend hommage à l'évêque pour ses possessions provenant de l'Église,. Le comte garde cependant sa « résidence [dans la ville] et l'exercice de la haute justice. » S'il reverse une partie des dîmes qu'il a usurpées à l'Église, il en garde cependant encore les deux tiers,. Les auteurs de l'ouvrage Le Diocèse de Genève-Annecy (1985) observent ainsi « De semblable restitutions étaient prévues pour l'ensemble de la féodalité laïque : en somme celle-ci conservait la part belle. »

## Les suites
Le traité ne règle cependant pas tous les conflits,. Le successeur de l'évêque Humbert de Grammont, Ardutius de Faucigny, et celui du comte de Genève, Amédée Ier, s'opposent à nouveau et un nouvel accord est signé à Saint-Sigismond,, le 21 février 1156,, une sentence le 6 septembre 1162,, un autre accord à Aix-les-Bains en 1184, et un dernier à Desingy en 1219.

## Pour aller plus loin